# دانيال جوزيف غريني
دانيال جوزيف غريني هو سياسي كندي، ولد في 1850 في سانت جونز في كندا، وتوفي بنفس المكان في 12 ديسمبر 1911. انتخب Premier of Newfoundland and Labrador ‏ (13 ديسمبر 1894 – 8 فبراير 1895).